# Dissochaeta annulata
Dissochaeta annulata är en tvåhjärtbladig växtart som beskrevs av Joseph Dalton Hooker och José Jéronimo Triana. Dissochaeta annulata ingår i släktet Dissochaeta och familjen Melastomataceae. Utöver nominatformen finns också underarten D. a. johannis-winkleri.